# Katrina and the Waves
Katrina and the Waves je engleski rock sastav iz Cambridgea u Cambridgeshireu. Najpoznatija pjesma ovog sastava je Walking on Sunshine. 1997. godine pobijedili su na Pjesmi Eurovizije pjesmom Love Shine a Light.

## Bivši članovi
- Katrina Leskanich - vokal, ritam gitara
- Kimberley Rew - vodeća gitara
- Vince de la Cruz - bas-gitara
- Alex Cooper - bubnjevi

## Povijest
Najstarija inkarnacija ovog sastava je The Waves, skupina koja je svirala u Cambridgeu i okolici od 1975. do 1977. godine. U njoj su bili gitarist Kimberley Rew i bubnjar Alex Cooper. Ova postava Wavesa nikad nije objavila ni jednu snimku. Raspala se kad je Rew otišao radi odlaska u Soft Boyse.
Izravniji predak Katrine and the Wavesa je Mama's Cookin', a pop cover sastav iz Feltwella u Engleskoj. Ovaj sastav koji je nastao 1978. činili su Amerikanka Katrina Leskanich kao vokal i na klavijaturama, njen ondašnji momak (također Amerikanac) Vince de la Cruz kao vokal i vodeća gitara. Do kraja 1980. Alex Cooper pridružio se sastavu kao bubnjar s Bobom Jakinsom kao basistom. Mama's Cookin' nastavio je s redovnim gažama po Engleskoj sljedeće dvije godine, specijaliziravši se za covere pjesama američkih izvođača kao Heart, Foreigner, Linda Ronstadt i ZZ Top.
Raspadom Soft Boysa, Rew se javio svom starom sviračkom prijatelju iz Wavesa iz Coopera. Kontaktirao je s njime za vidjeti je li zainteresiran za obnovu glazbenog partnerstva. Cooper je uvjerio Rewa neka se pridruži Mama's Cookin'-u i uskoro je peteročlani sastav  (Leskanich/Rew/Cooper/de la Cruz/Jakins) promijenio ime u The Waves, prema sastavu u kojem su Rew i Cooper svirali sredinom 1970-ih. 
Prvi uspjesi u Kanadi zaredali su 1983. i 1984. godine. Veliki međunarodni uspjeh postigli su pjesmom Walking on Sunshine. Uslijedila je nominacija za Grammyja u kategoriji najboljeg novog umjetnika. Prema 1990-ima slijedio je pad popularnosti, no nastavili su objavljivati albume, no bez singlica za ljestvice. Snimili su tih godina pjesmu "We Gotta Get Out of This Place" s Ericom Burdonom za televizijsku seriju Kineska plaža ("China Beach") 1990. godine. Prema kraju 1990-ih dogodio se iznenađujući povratak na vrh glazbene pozornice. Na Pjesmi Eurovizije 1997. godine pobijedili su pjesmom Love Shine a Light rekordnom razlikom bodova, 70 više od drugoplasiranih Iraca.
"Love Shine a Light" je postao najveći hit Katrine and the Wavesa u Ujedinjenom Kraljevstvu. Došao je do trećeg mjesta na ljestvici na ljestvici singlova UK.
Usprkos povratku u glazbeni vrh, nisu se održali. Leskanich je napustila sastav 1998. nakon nekoliko neslaganja s članovima. Nakon pravnih zavrzlama koje su uslijedile, rezultat je bio da je Katrini Leskanich spriječena uporaba imena sastava. The Waves su pokušali naći novu Katrinu za svoj sastav, no naposljetku su preostalih troje članova raspustili sastav i otišli u samostalnu karijeru 1999. godine.
Na 25. obljetnicu objave njihovog hita Walking on Sunshine, 2010., bila je serija back katalog reizdanja i ponovo snimljenih verzija pjesama. Besplatno skidanje jedne od pjesama sa samostalnog albuma Kimberley Rew Bible of Bop omogućeno je sa stranica sastava u ožujku 2010. godine. Katrina Leskanich je objavila album uživo The Live Album srpnja 2010. koji je sadržavao mješavinu hitova Katrine and the Wavesa i novih pjesama snimljenih u Londonu i Njemačkoj. Srpnja 2013. Katrina se ponovno pridružila Wavesima radi svirke na festivalu San Fermínu u Španjolskoj na pretposljednjoj gaži te sezone u na Plaza del Castillo.

## Diskografija

### Studijski albumi
| Godina | Album                        | Ljestvica albuma u UK | SAD - Billboard |
| ------ | ---------------------------- | --------------------- | --------------- |
| 1982.  | Shock Horror (kao The Waves) | —                     | —               |
| 1983.  | Walking on Sunshine          | —                     | —               |
| 1984.  | Katrina and the Waves 2      | —                     | —               |
| 1985.  | Katrina and the Waves        | 28                    | 25              |
| 1986.  | Waves                        | 70                    | 49              |
| 1989.  | Break of Hearts              | —                     | 122             |
| 1991.  | Pet the Tiger                | —                     | —               |
| 1993.  | Edge of the Land             | —                     | —               |
| 1994.  | Turnaround                   | —                     | —               |
| 1997.  | Walk on Water                | —                     | —               |

### Kompilacijski albumi
- Roses (1995.) (izdanje samo za Kanadu - kompilirane skladbe s Edge of the Land i Turnaround)
- Katrina and the Waves / Waves (1996.)
- Walking on Sunshine – The Greatest Hits of Katrina & the Waves (1997.)
- The Original Recordings – 1983–1984 (2003.)

### Singlice
| Godina | Naslov                            | UK | SAD | KAN | AUS | NZL |
| ------ | --------------------------------- | -- | --- | --- | --- | --- |
| 1982.  | "Nightmare" (kao The Waves)       | —  | —   | —   | —   | —   |
| 1982.  | "Brown Eyed Son" (kao The Waves)  | —  | —   | —   | —   | —   |
| 1983.  | "Que Te Quiero"                   | 84 | —   | —   | —   | —   |
| 1984.  | "Plastic Man"                     | —  | —   | —   | —   | —   |
| 1985   | "Walking on Sunshine"             | 8  | 9   | 3   | 4   | 20  |
| 1985   | "Red Wine And Whiskey"            | —  | —   | —   | —   | —   |
| 1985   | "Do You Want Crying?"             | 96 | 37  | 29  | 38  | —   |
| 1985   | "Que Te Quiero" (resnimka)        | —  | 71  | —   | —   | —   |
| 1986.  | "Is That It?"                     | 82 | 70  | 33  | 82  | —   |
| 1986.  | "Sun Street"                      | 22 | —   | —   | —   | —   |
| 1986.  | "Lovely Lindsey"                  | —  | —   | —   | —   | —   |
| 1989.  | "That's the Way"                  | 84 | 16  | 35  | 72  | 50  |
| 1989.  | "Rock 'n Roll Girl"               | 93 | —   | —   | —   | —   |
| 1991.  | "Pet The Tiger"                   | —  | —   | —   | —   | —   |
| 1991.  | "Tears Of A Woman"                | —  | —   | —   | —   | —   |
| 1993.  | "Edge Of The Land"                | —  | —   | —   | —   | —   |
| 1993.  | "Honey Lamb"                      | —  | —   | —   | —   | —   |
| 1995.  | "Turn Around"                     | —  | —   | —   | —   | —   |
| 1995.  | "Walking Where The Roses Grow"    | —  | —   | —   | —   | —   |
| 1995.  | "The Street Where You Live"       | —  | —   | —   | —   | —   |
| 1996.  | "Walking On Sunshine" (reizdanje) | 53 | —   | —   | —   | —   |
| 1997.  | "Love Shine a Light"              | 3  | —   | —   | —   | —   |
| 1997.  | "Brown Eyed Son" (reizdanje)      | —  | —   | —   | —   | —   |
| 1997.  | "Walk on Water"                   | —  | —   | —   | —   | —   |

NB Ponovno snimljeni "Que Te Quiero" i "Red Wine And Whiskey" izdani su kao dvostruka A-strana u UK nakon "Walking On Sunshine" i "Do You Want Crying?"

## Wikiknjige
- Katrina and the Waves

## Vanjske poveznice
- Službene stranice sastava Katrina and the Waves
- Stranice Katrine Leskanich